# Chyliza nigroviridis
Chyliza nigroviridis är en tvåvingeart som beskrevs av Walker 1861. Chyliza nigroviridis ingår i släktet Chyliza och familjen rotflugor. Inga underarter finns listade i Catalogue of Life.